# Церква Преображення Господнього (Борислав)
Церква Преображення Господнього в Бориславі — храм УГКЦ у місті Бориславі Бориславської громади Дрогобицького району Львівської области України.

## Історія
1507 року вперше письмово згадується парафія в селі Тустановичах, яке згодом приєднали до Борислава. 1745 року коштом графа Миколая Наленча Остророга постала дерев'яна церква.
Протягом 1907—1908 років тривало будівництво мурованої церкви, яку спроєктував архітектор-інженер Мельничук.
Іконостас з бічними вівтарями вирізьбив майстер Андрій Сабарай, а над малярством працював український художник Антін Монастирський.

## Парохи
- о. Іван Дашкевич гербу Корбут